# Ali Zitouni
Ali Zitouni (n. Túnez, Túnez, 11 de enero de 1981) es un futbolista tunecino. Juega de delantero y actualmente milita en el Konyaspor de la Superliga de Turquía. Es actualmente seleccionado tunecino, donde hasta ahora ha jugado 45 partidos y ha anotado 14 goles.

## Clubes
| Club               | País                   | Año           |
| ------------------ | ---------------------- | ------------- |
| Espérance Sportive | Túnez                  | 1997 - 2005   |
| Al-Ahli            | Emiratos Árabes Unidos | 2005          |
| Espérance Sportive | Túnez                  | 2005 - 2006   |
| Troyes AC          | Francia                | 2006          |
| Espérance Sportive | Túnez                  | 2006-2007     |
| Antalyaspor        | Turquía                | 2007-2012     |
| Konyaspor          | Turquía                | 2012-presente |